# Mike Souza
Michael Souza (Wakefield, 28 gennaio 1978) è un allenatore di hockey su ghiaccio ed ex hockeista su ghiaccio statunitense naturalizzato italiano.

## Carriera

### Club
Nel 1997 è stato selezionato al draft NHL al terzo giro dai Chicago Blackhawks, ma non ha mai giocato in NHL.
A livello universitario ha giocato nella NCAA nella University of New Hampshire fino al 2000, quando è passato alla compagine AHL Norfolk Admirals, con cui ha giocato per due stagioni e le prime partite della terza, quando fu ceduto ai Bridgeport Sound Tigers.
Nel 2003-04 cambiò tre squadre: giocò la prima parte della stagione coi Portland Pirates (sempre in AHL), per poi tornare ai Sound Tigers per la seconda parte e i play-off. Nel mentre ha disputato però anche incontri con i Florence Pride (in ECHL). Anche nella successiva stagione si è diviso tra AHL (Hershey Bears) e ECHL (Reading Royals).
Nel 2005-06 è sbarcato in Europa, dove - nella sua prima stagione - ha cambiato tre squadre: due svizzere, EHC Basel (allora in LNA) e EHC Olten (in LNB), ed una tedesca, i Kölner Haie in DEL.
A partire dalla stagione 2006-07 ha vestito la maglia dell'SG Cortina, con cui nel primo anno ha vinto lo scudetto. Nella stagione 2010-11 ha militato invece per l'HC Bolzano. Al termine della stagione tornò in Nordamerica come assistente allenatore presso l'Università Brown.

### Nazionale
Nel 2008 è stato chiamato per la prima volta nella Nazionale azzurra in occasione di un torneo dell'Euro Ice Hockey Challenge.

## Palmarès

### Club
- Campionato italiano: 1

Cortina: 2006-2007

### Nazionale
- Campionato mondiale di hockey su ghiaccio - Prima Divisione: 2

Polonia 2009, Ungheria 2011